# Лас-Вегас
Лас-Вегас (англ. Las Vegas) — місто на заході США, адміністративний центр округу Кларк штату Невада, розташований в центральній частині пустелі Мохаве. Населення — 641 903 особи (2020). Лас-Вегас є одним з найбільших світових центрів розваг та ігрового бізнесу. Численні казино, готелі, щоденні концерти і шоу притягають туристів зі всього світу. Основні казино і готелі розташовані в центрі міста уздовж вулиці Фрімонт і бульвару Лас-Вегас, центральної вулиці міста, найжвавішу частину якого називають Лас-Вегас Стріп або просто Стріп (англ. The Strip). Багато компаній з світовим ім'ям вибирають саме Лас-Вегас для проведення презентацій і рекламних компаній. Більшою мірою це забезпечено спрямованістю послуг багатьох готелів, де подібна послуга є нормою і не існує проблем при реалізації крупних проєктів.

## Історія міста
Назва «Лас-Вегас» у перекладі з іспанської означає «луки».
Джон Фремонт прибув у долину Лас-Вегаса 3 травня, 1844, ще в часи приналежності території Мексиці. Він був лідером групи учених, розвідників і спостерігачів для Корпусу інженерів армії Сполучених Штатів.
Після анексії території Сполученими Штатами, 10 травня 1855 голова мормонів Бригам Янґ послав 30 мормонських місіонерів під проводом Вільяма Брінхерста до долини Лас-Вегаса, щоб навернути до віри індіанців племені Паюте (Paiute). Місіонери заснували форт, але згодом покинули його у 1857 р. у зв'язку з непорозумінням з новими поселенцями. Пізніше індіанці змусили цих поселенців покинути форт.
У 1865 форт було знов зайнято і почалася іригація долини. Місце стало зупинкою для торгових і місіонерських караванів.
Місто Лас-Вегас було засноване 15 травня 1905 року. Місто довгий час було основним пунктом для заправки і стоянки залізничних потягів.
У 1931 р. почалась будова греблі Гувера і населення міста зросло з 5 тисяч до 25 тисяч.
19 березня 1931 р. азартні ігри було легалізовано в Лас-Вегасі.
У 1941 р. було збудоване армійське злітне поле. Пізніше воно перетворилося в авіабазу Нелліс.
З 1951 по 1962 р. проводились атмосферні випробування ядерної зброї за 105 км від Лас-Вегасу.

### Легалізація азартних ігор
З легалізацією азартних ігор почалась розбудова казино і готелів. У середині 1950-х років 8 млн туристів щорічно відвідували місто. Відомі артисти — Елвіс Преслі, Френк Сінатра, Дін Мартін та багато інших стали давати шоу у Лас-Вегасі.
З часом більшість казино перемістилось до Стріпу, який частково знаходиться за межами Лас-Вегасу.
Окрім казино місто знамените і тим, що там можна одружитися без попереднього оголошення, за 5 хвилин.

## Географія
Лас-Вегас розташований за координатами 36°13′40″ пн. ш. 115°15′51″ зх. д. / 36.22778° пн. ш. 115.26417° зх. д. (36.227712, -115.264045). За даними Бюро перепису населення США в 2010 році місто мало площу 351,89 км², з яких 351,76 км² — суходіл та 0,13 км² — водойми.

### Клімат
Клімат міста субтропічний пустельний. Літо спекотне і тривале, зима м'яка. Взимку іноді бувають невеликі заморозки, влітку часто буває сильна спека майже до 50 градусів. Опади розподілені відносно рівномірно, більше всього опадів випадає взимку. За рік випадає всього приблизно 100 мм опадів.
| Клімат : Лас-Вегас                                  | Клімат : Лас-Вегас | Клімат : Лас-Вегас | Клімат : Лас-Вегас | Клімат : Лас-Вегас | Клімат : Лас-Вегас | Клімат : Лас-Вегас | Клімат : Лас-Вегас | Клімат : Лас-Вегас | Клімат : Лас-Вегас | Клімат : Лас-Вегас | Клімат : Лас-Вегас | Клімат : Лас-Вегас | Клімат : Лас-Вегас |
| Показник                                            | Січ.               | Лют.               | Бер.               | Квіт.              | Трав.              | Черв.              | Лип.               | Серп.              | Вер.               | Жовт.              | Лист.              | Груд.              | Рік                |
| Абсолютний максимум, °C                             | 25,0               | 30,6               | 33,3               | 37,2               | 42,8               | 47,2               | 47,2               | 46,7               | 45,0               | 39,4               | 30,6               | 25,6               | 47,2               |
| Середній максимум, °C                               | 14,4               | 16,9               | 21,3               | 25,7               | 31,6               | 37,1               | 40,1               | 38,9               | 34,4               | 27,0               | 19,1               | 13,7               | 26,7               |
| Середній мінімум, °C                                | 4,1                | 6,3                | 9,7                | 13,4               | 18,8               | 23,7               | 27,2               | 26,3               | 21,7               | 14,7               | 8,1                | 3,7                | 14,8               |
| Абсолютний мінімум, °C                              | −13,3              | −8,9               | −7,2               | −0,6               | 3,3                | 8,9                | 13,3               | 12,2               | 6,1                | −3,3               | −9,4               | −11,7              | −13,3              |
| Середня кількість сонячних годин на місяць          | 245,2              | 246,7              | 314,6              | 346,1              | 388,1              | 401,7              | 390,9              | 368,5              | 337,1              | 304,4              | 246,0              | 236,0              | 3825               |
| Норма опадів, мм                                    | 14                 | 19                 | 11                 | 4                  | 3                  | 2                  | 10                 | 8                  | 6                  | 7                  | 9                  | 13                 | 106                |
| Днів з опадами                                      | 3,1                | 4,0                | 2,9                | 1,6                | 1,2                | 0,6                | 2,5                | 2,6                | 1,6                | 1,7                | 1,7                | 3,0                | 26,5               |
| Вологість повітря, %                                | 45.1               | 39.6               | 33.1               | 25.0               | 21.3               | 16.5               | 21.1               | 25.6               | 25.0               | 28.8               | 37.2               | 45.0               | 30.3               |
| --------------------------------------------------- | ------------------ | ------------------ | ------------------ | ------------------ | ------------------ | ------------------ | ------------------ | ------------------ | ------------------ | ------------------ | ------------------ | ------------------ | ------------------ |
| Джерело: NOAA (relative humidity and sun 1961–1990) |                    |                    |                    |                    |                    |                    |                    |                    |                    |                    |                    |                    |                    |

## Демографія

### Перепис 2010
Згідно з переписом 2010 року, у місті мешкало 583 756 осіб у 211 689 домогосподарствах у складі 138 668 родин. Густота населення становила 1659 осіб/км². Було 243701 помешкання (693/км²).
Расовий склад населення:
| - 62,1 % — білих - 11,1 % — чорних або афроамериканців - 6,1 % — азіатів - 0,7 % — корінних американців - 0,6 % — вихідців з тихоокеанських островів - 14,5 % — осіб інших рас |

До двох чи більше рас належало 4,9 %. Частка іспаномовних становила 31,5 % від усіх жителів.
За віковим діапазоном населення розподілялося таким чином: 25,7 % — особи молодші 18 років, 62,3 % — особи у віці 18—64 років, 12,0 % — особи у віці 65 років та старші. Медіана віку мешканця становила 35,9 року. На 100 осіб жіночої статі у місті припадало 101,5 чоловіків; на 100 жінок у віці від 18 років та старших — 100,4 чоловіків також старших 18 років.
Середній дохід на одне домашнє господарство становив 67 871 долар США (медіана — 50 202), а середній дохід на одну сім'ю — 77 144 долари (медіана — 58 847). Медіана доходів становила 42 754 долари для чоловіків та 36 454 долари для жінок. За межею бідності перебувало 17,5 % осіб, у тому числі 25,5 % дітей у віці до 18 років та 9,5 % осіб у віці 65 років та старших.
Цивільне працевлаштоване населення становило 264 639 осіб. Основні галузі зайнятості: мистецтво, розваги та відпочинок — 27,2 %, освіта, охорона здоров'я та соціальна допомога — 15,6 %, науковці, спеціалісти, менеджери — 12,7 %, роздрібна торгівля — 12,0 %.

### Перепис 2000
За даними перепису населення 2000 року, у місті проживало 478 434 чоловік. Щільність населення становила 1630,3 осіб / км².
Населення міста складається з 69,86 % білих, 10,36 % афро-американців, 1,2 % індіанців, 4,78 % азіатів, 9,75 % з інших рас і 4,05 % з двох і більше рас. Латиноамериканці становлять 23,61 % від усього населення. Білі нелатиноамериканського походження становили 58,04 %.
5 найбільших груп населення за національною приналежністю: німці (12.2 %), ірландці (9.8 %), англійці (8.4 %), італійці (6.7 %) і американці (4.5 %).
За даними за 2006 рік міська агломерація Лас-Вегаса становила понад 1.7 мільйонів мешканців. У грудні 2007 року населення округу Кларк (англ. Clark County) становило понад 2 млн осіб.

## Економіка

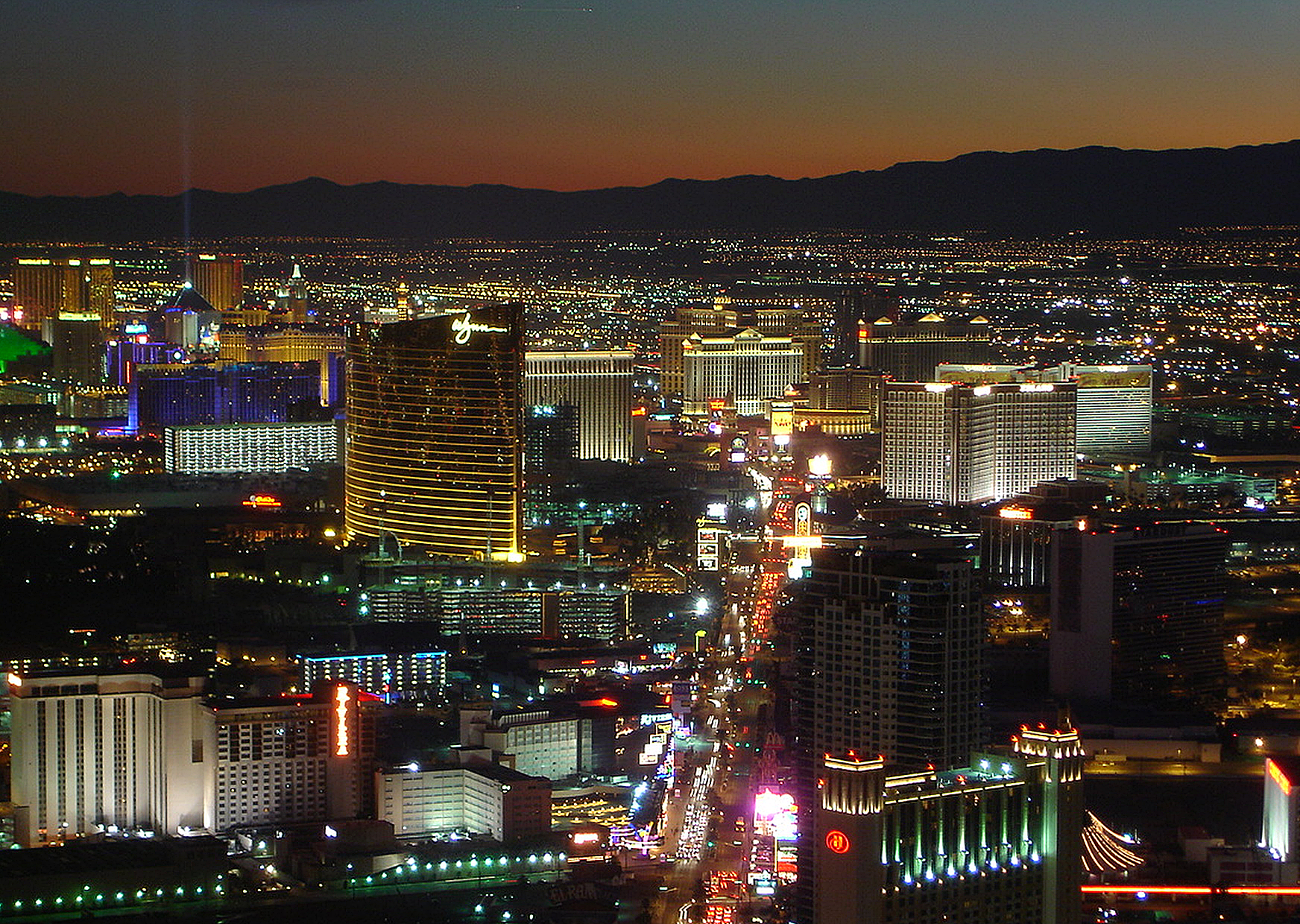
Південна сторона Лас-Вегасу у 2006

Головною проблемою лас-Вегаської економіки є водопостачання. Основним джерелом води для міста служить водосховище Мід на річці Колорадо.
Гральний бізнес є основою економіки міста та частиною ширшого явища: економіки розваг.
Лас-Вегас приваблює туристів не тільки гральними будинками, але і спортивними аренами, де відбуваються розрекламовані поєдинки. У місті також часто проводяться різноманітні презентації, фінали конкурсів краси, церемонії «порно-Оскара».
Крім того туристичні компанії організовують з Лас-Вегаса безліч екскурсій — автобусних, автомобільних, водних (на озері Мід) та авіаподорожей (вертолітних і літакових). Основні об'єкти для відвідування та огляду — гребля Гувера, водосховище Мід, Великий Каньйон, Долина Смерті та ін. місця . Важлива частина туристичного бізнесу — організація та проведення весіль.
З 2008 до 2020 року прибутки від азартних ігор в місті скорочувались, причиною тому став ріст уваги до «неігрових» витрат, при цьому казино лишалось основним джерелом прибутку міста. Щороку Лас Веґас в середньому відвідують 40-42 млн туристів, в середньому кожен відвідувач витрачає 427$ протягом свого візиту. Дослідники вважають, що відкриття стадіону Allegiant (2020) та арени MSG Sphere (2021) збільшать відвідуваність міста. При цьому епідемія COVID-19 суттєво вплинула на гральний бізнес. За оцінками дослідників, ринок має повернутися на рівень доходів 2019 року лише 2023-го.

## Архітектура

### Найвищі будівлі Лас-Вегаса
- Стратосфера Лас-Вегас — 350 м
- Fontainebleau Resort Las Vegas — 224 м
- The Palazzo — 196 м
- Encore — 192 м
- Trump International Hotel & Tower — Tower One −190 м

## Відомі особи

### Народилися
- Рей Реннаган (1896—1980) — американський кінооператор
- Марк Гатчісон (* 1963) — американський юрист і політичний діяч
- Андре Агассі (* 1970) — американський тенісист-професіонал, колишня перша ракетка світу
- Каризма Карпентер (* 1970) — американська кіноакторка
- Рутина Веслі (* 1979) — американська актриса.

### Померли
- Тарабан Микола — хорунжий УПА, командир сотні «Месники-2» куреня «Месники» ТВ-27 «Бастіон» ВО-6 «Сян» групи УПА-Захід.
- Луї Андерсон — американський актор, комік і телеведучий, автор серіалу «Життя з Луї».

## Фотогалерея

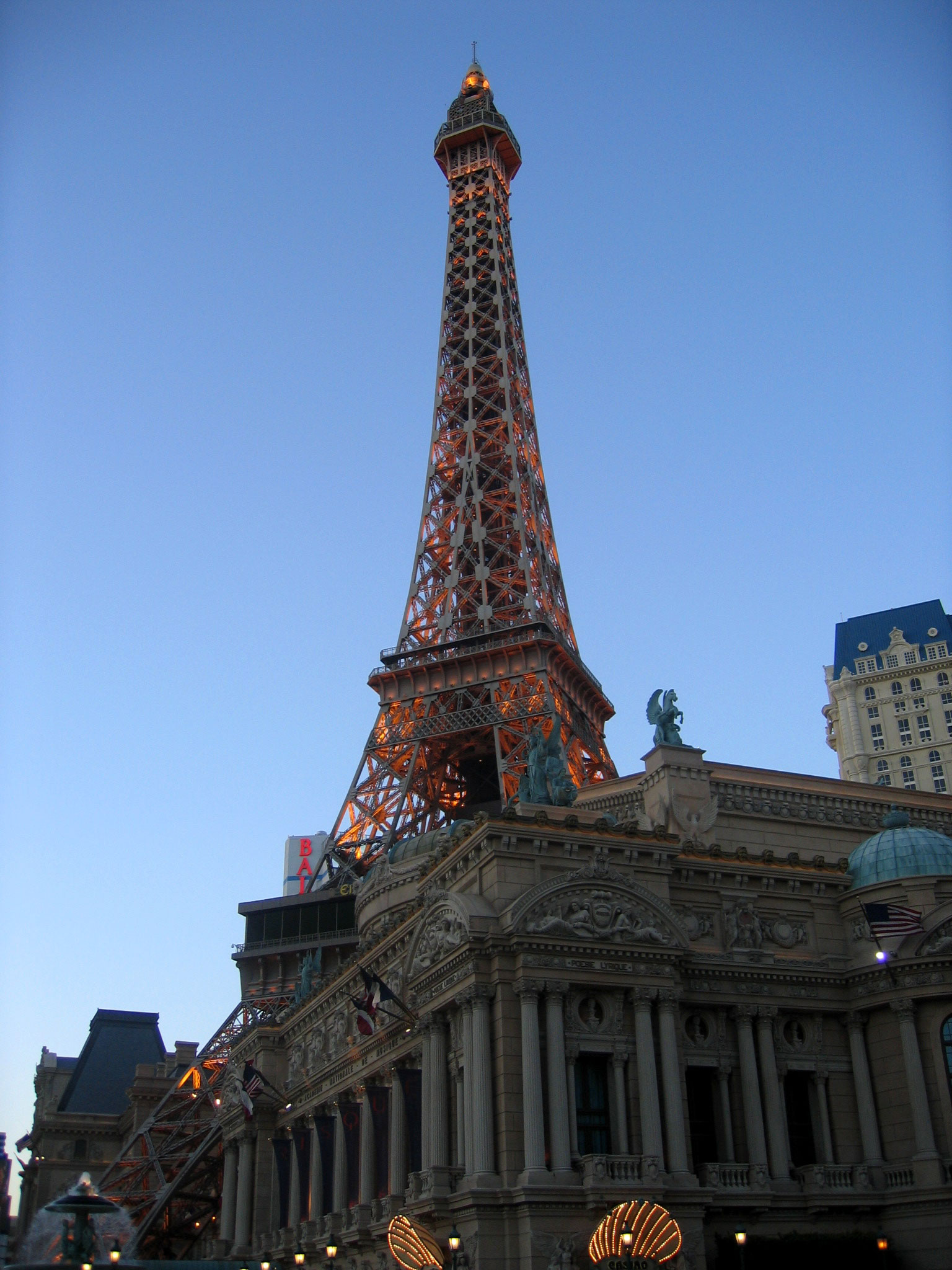
Копія Ейфелевої башти
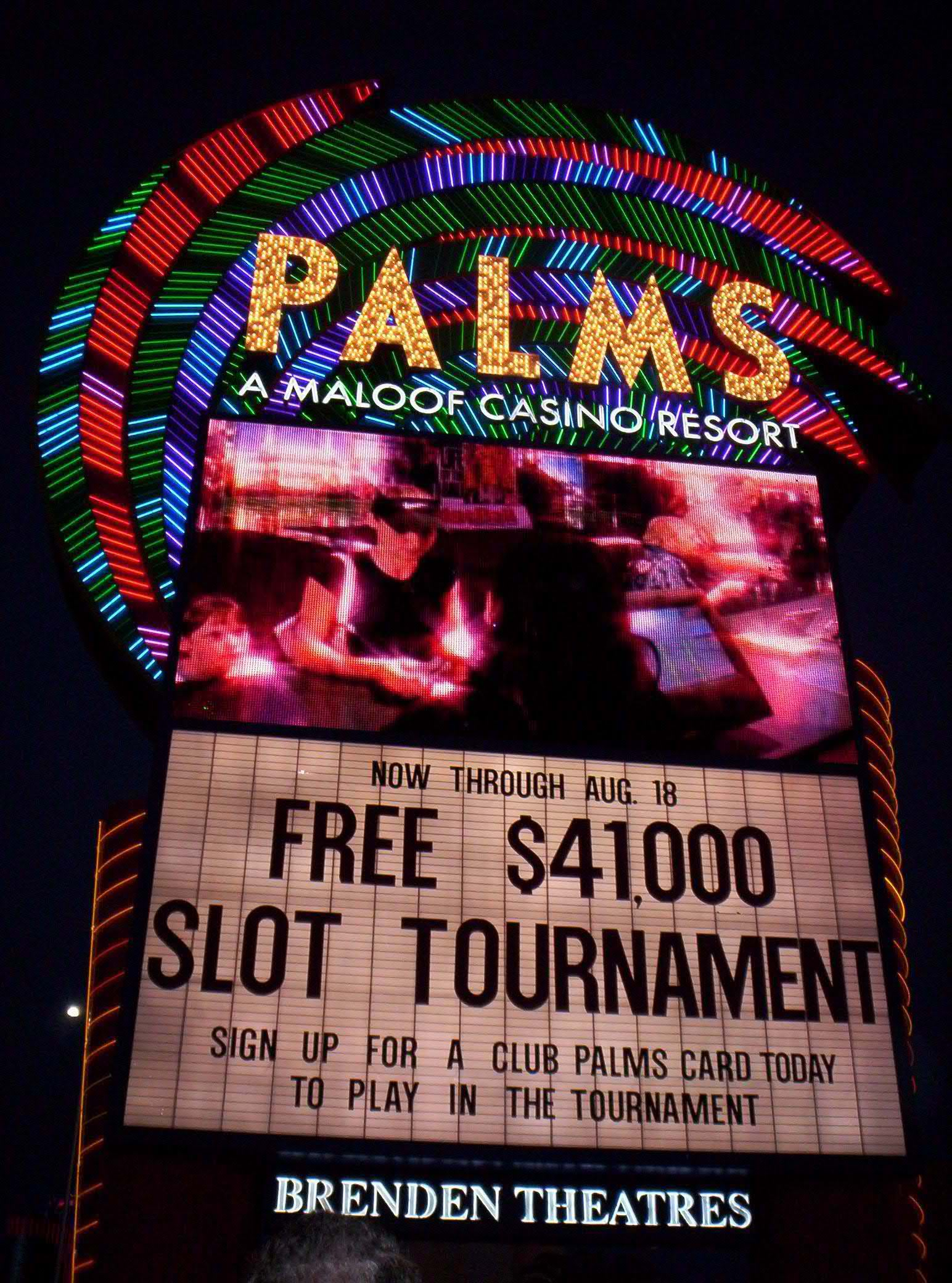
Готель і казино «Пальми»
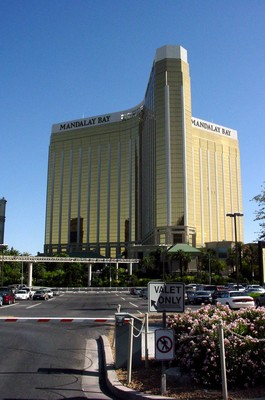
Готельно-розважальний комплекс «Мандалай-Бей»
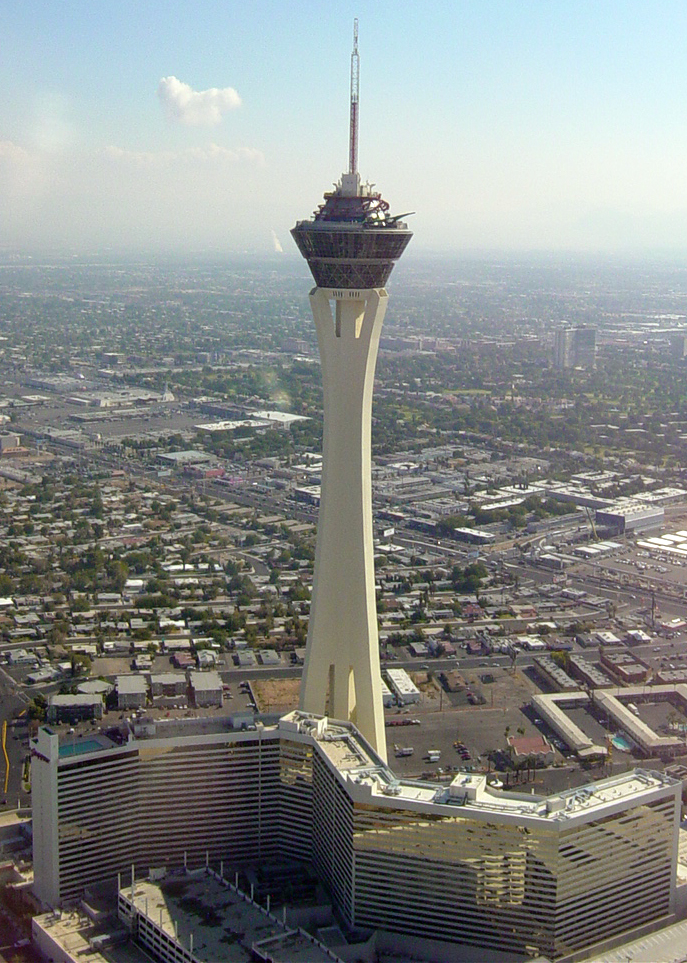
Готель-казіно «Стратосфера»
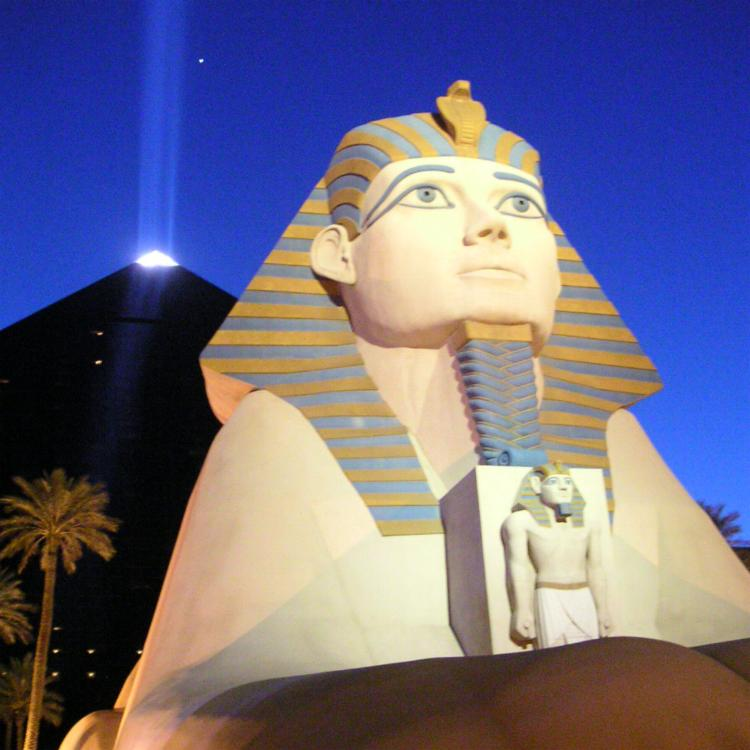
Сфінкс в казино «Луксор»
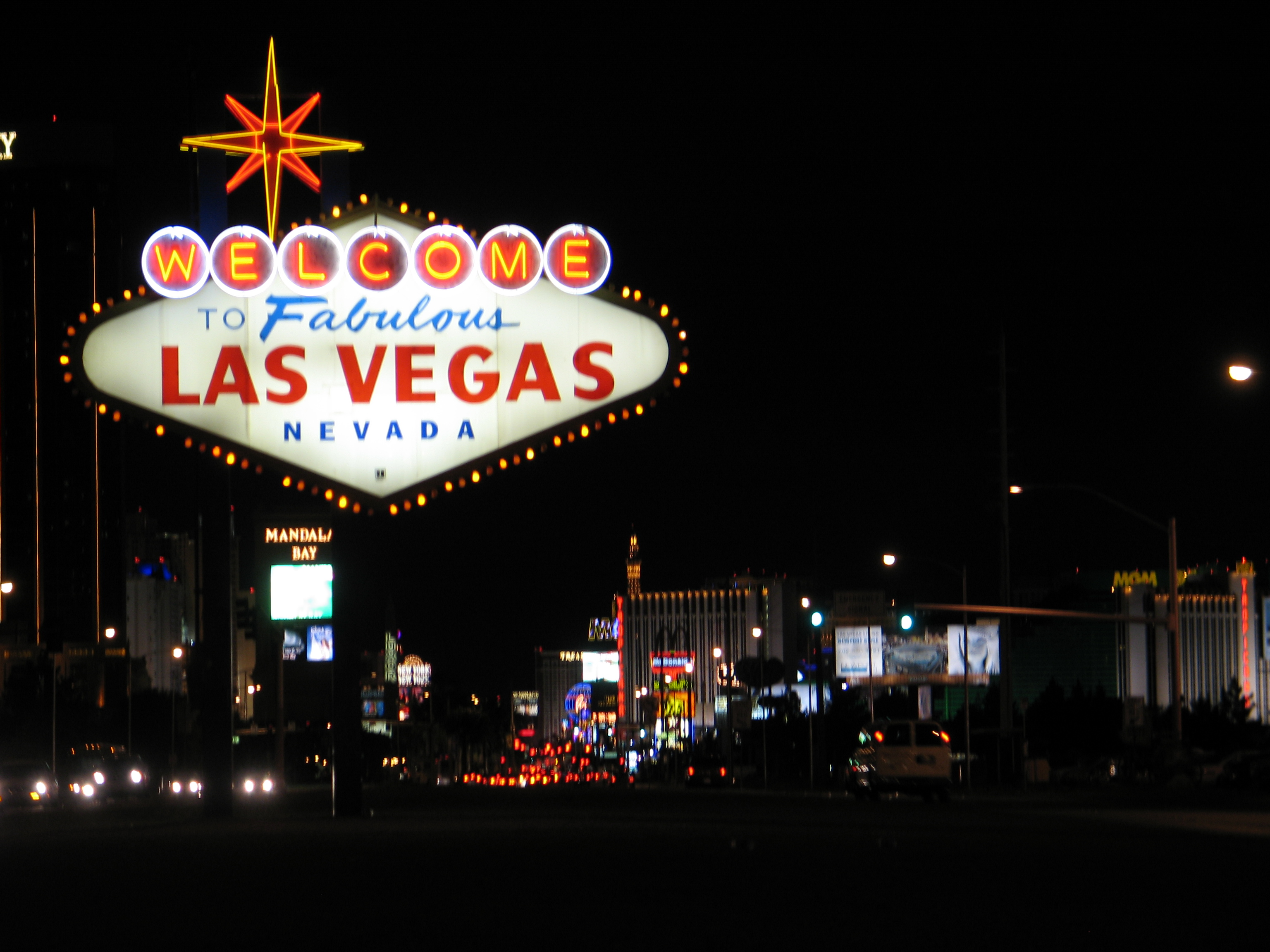
Ласкаво просимо до Лас-Вегасу
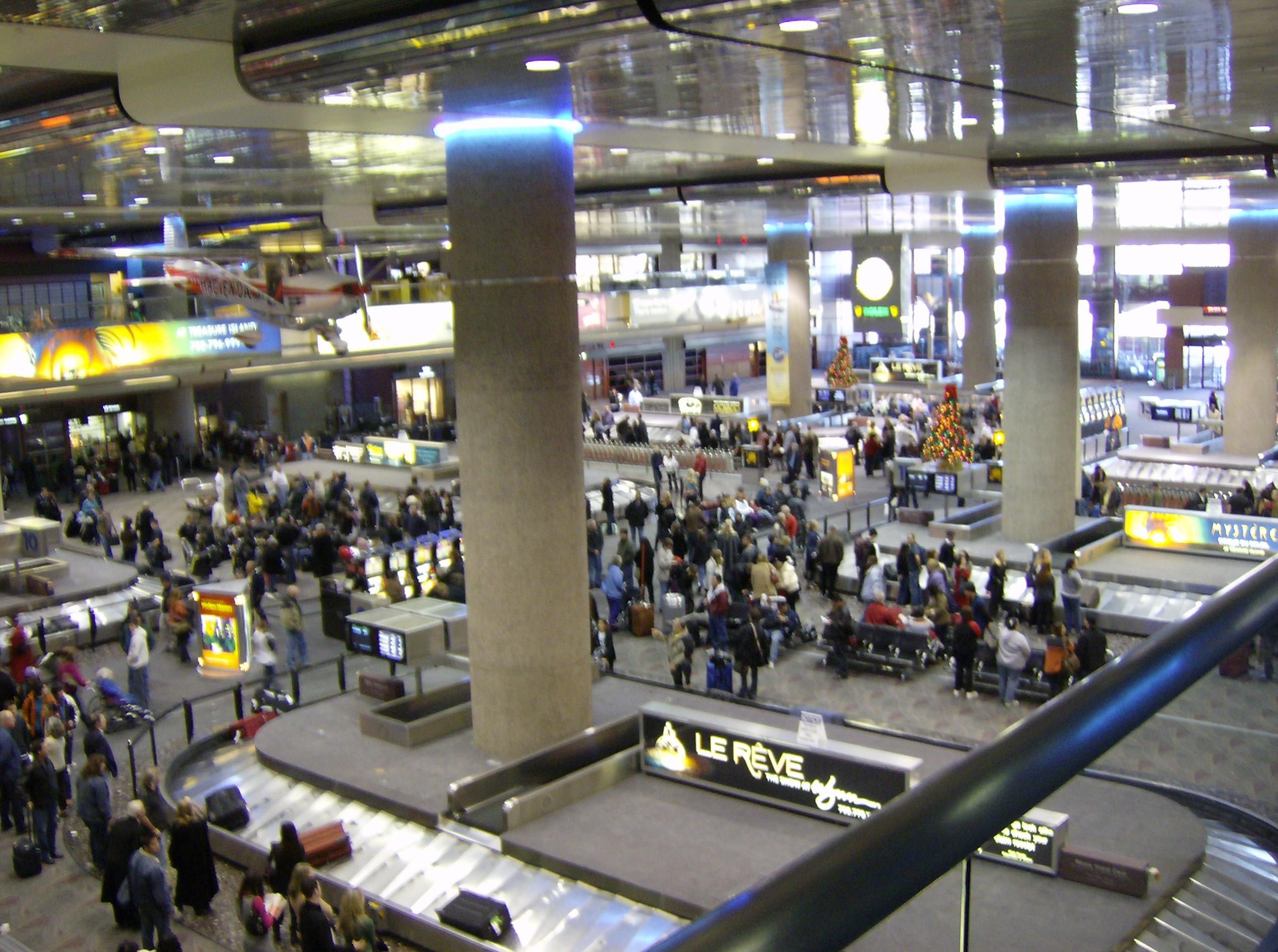
Міжнародний аеропорт імені Пата МакКаррана
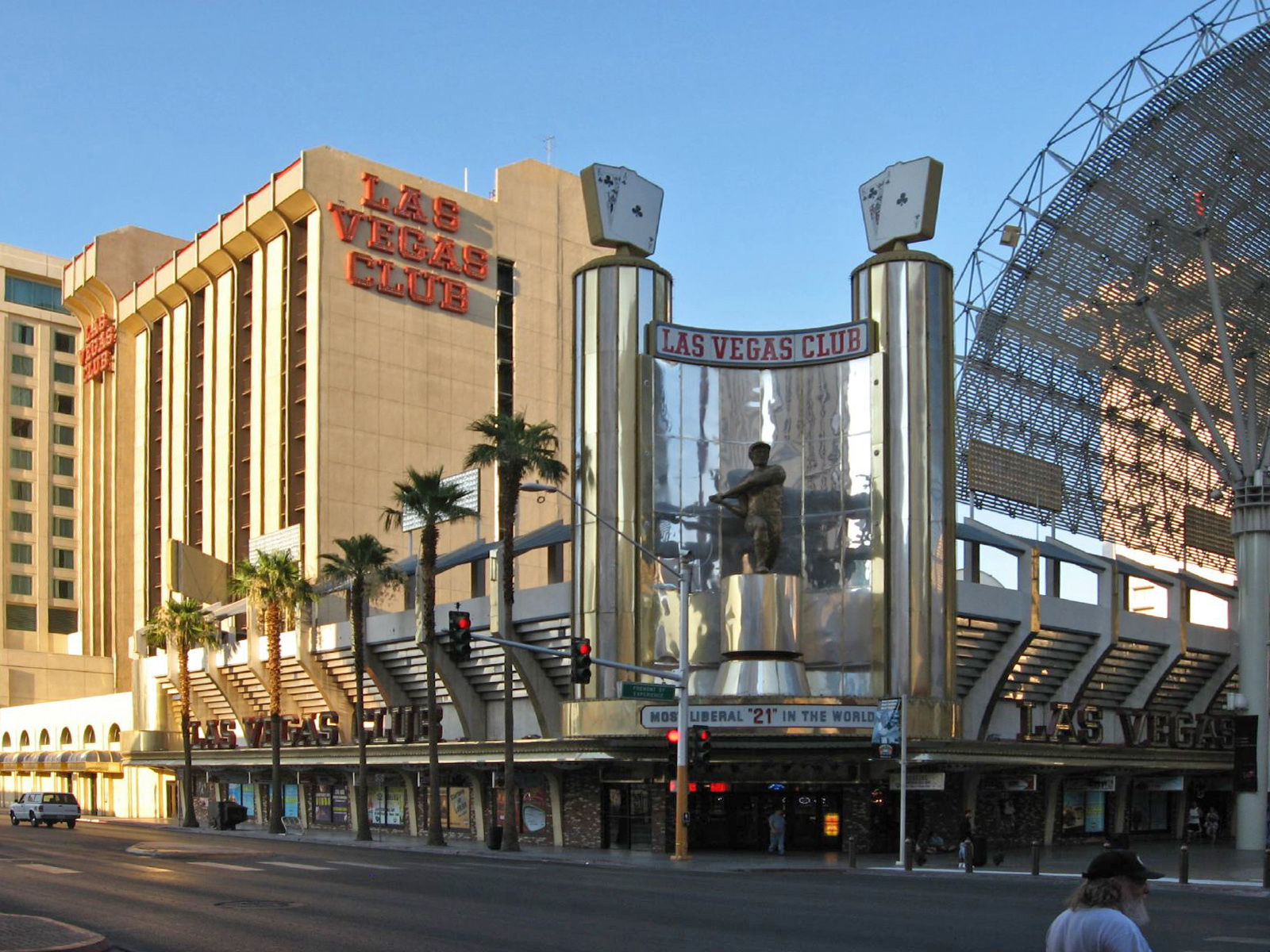
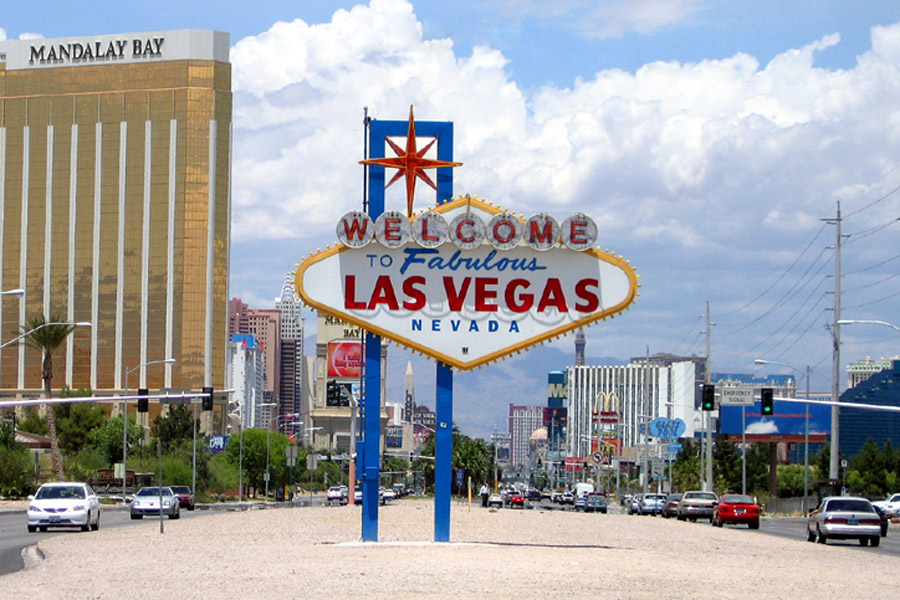
Ласкаво просимо до Лас-Вегасу